# Финал Кубка Стэнли 2023
Финал Кубка Стэнли 2023 — решающая серия розыгрыша плей-офф Кубка Стэнли в сезоне Национальной хоккейной лиги 2022/2023 годов. В финале принимали участие чемпионы Западной и Восточной конференций, «Вегас Голден Найтс» и «Флорида Пантерз» соответственно. Серия стартовала 3 июня на домашнем льду «Вегаса» и завершилась 13 июня победой «Голден Найтс» в пяти матчах.

## Формат финала
Финальная серия состоит максимум из семи игр и ведётся до четырёх побед, в формате Д-Д-Г-Г-Д-Г-Д. В случае ничейного результата по итогам основного времени матча назначается 20-минутный овертайм в формате «пять на пять» до первой заброшенной шайбы. Количество овертаймов неограниченно.

## Путь к финалу

### «Вегас Голден Найтс»
В регулярном чемпионате 2022/23 «Вегас» набрал 111 очков и занял 1-е место в Тихоокеанском дивизионе и Западной конференции.
В первом раунде «Голден Найтс» в пяти матчах обыграли «Виннипег Джетс». Во втором раунде со счётом 4-2 «Эдмонтон Ойлерз», а в финале конференции «Даллас Старз», также в шести матчах.
Для «Вегас Голден Найтс» этот финал является вторым в истории клуба. В 2018 году, в своём дебютном сезоне, «рыцари» дошли до финала где уступили «Вашингтон Кэпиталз» со счётом 4-1. 

### «Флорида Пантерз»
По итогам регулярного чемпионата «Флорида» с 92 очками заняла 4-е место в Атлантическом дивизионе и 8-е в Восточной конференции.
В первом раунде «Пантерз», проигрывая по ходу серии 1-3, в семи матчах обыграли обладателя Президентского кубка «Бостон Брюинз», установившего в регулярном чемпионате новые рекорды НХЛ по одержанным победам и набранным очкам. Во втором раунде в со счётом 4-1 был обыгран «Торонто Мейпл Лифс», а в финале конференции «в сухую» «Каролина Харрикейнз».
Для «Флориды Пантерз» этот финал является вторым в истории клуба. Свой первый финал команда проиграла в 1996 году «Колорадо Эвеланш» со счётом 0-4.

### Регулярный чемпионат

#### Результаты очных встреч
| 12 января 21:00 | Вегас Голден Найтс | 4 : 2 (0:1, 1:1, 3:0) | Флорида Пантерз | Ти-Мобайл Арена Зрителей: 17 735 |

| Отчёт | Отчёт                           | Отчёт                                                                                             | Отчёт             | Отчёт                                                                  |
| --- | ------------------------------- | ------------------------------------------------------------------------------------------------- | ----------------- | ---------------------------------------------------------------------- |
| |                                 |                                                                                                   |                   |                                                                        |
| | Эдин Хилл                       | Вратари                                                                                           | Сергей Бобровский | Судьи: Коди Бич Франсис Шаррон Линейные судьи: Девин Берг Кил Марчисон |
| | Голы:                           |                                                                                                   |                   | Судьи: Коди Бич Франсис Шаррон Линейные судьи: Девин Берг Кил Марчисон |
| Николя Руа — 24:08 (К. Колесар) Джек Айкел — 48:37 (К. Корзак) Уильям Каррье — 57:24 (К. Колесар) Вильям Карлссон (п.в.) (бол.) — 58:53 | 0 : 1 : 1 1 : 2 : 2 3 : 2 4 : 2 | 02:02 — Ник Казинс (А. Экблад, Э. Луостаринен) 32:47 — Сэм Райнхарт (бол.) (М. Ткачук, А. Барков) |                   | Судьи: Коди Бич Франсис Шаррон Линейные судьи: Девин Берг Кил Марчисон |
| |                                 |                                                                                                   |                   | Судьи: Коди Бич Франсис Шаррон Линейные судьи: Девин Берг Кил Марчисон |
| |                                 |                                                                                                   |                   | Судьи: Коди Бич Франсис Шаррон Линейные судьи: Девин Берг Кил Марчисон |
| |                                 |                                                                                                   |                   | Судьи: Коди Бич Франсис Шаррон Линейные судьи: Девин Берг Кил Марчисон |
| 15 мин | Штраф                           | 11 мин                                                                                            |                   | Судьи: Коди Бич Франсис Шаррон Линейные судьи: Девин Берг Кил Марчисон |
| |                                 |                                                                                                   |                   |                                                                        |
| | 33                              | Броски                                                                                            | 39                |                                                                        |

| 7 марта 19:00 | Флорида Пантерз | 2 : 1 (1:0, 1:1, 0:0) | Вегас Голден Найтс | FLA Live-арена Зрителей: 15 100 |

| Отчёт                                                                              | Отчёт             | Отчёт                                         | Отчёт     | Отчёт                                                                  |
| ---------------------------------------------------------------------------------- | ----------------- | --------------------------------------------- | --------- | ---------------------------------------------------------------------- |
|                                                                                    |                   |                                               |           |                                                                        |
|                                                                                    | Сергей Бобровский | Вратари                                       | Эдин Хилл | Судьи: Бо Халкидис Дэн О’Рурк Линейные судьи: Томми Хьюз Райан Гиббонс |
|                                                                                    | Голы:             |                                               |           | Судьи: Бо Халкидис Дэн О’Рурк Линейные судьи: Томми Хьюз Райан Гиббонс |
| Райан Ломберг — 04:25 (Дж. Махура) Александр Барков — 24:05 (Э. Дюклер, Н. Казинс) | 1 : 0 2 : 0 2 : 1 | 33:23 — Ши Теодор (бол.) (Дж. Айкел, Р. Смит) |           | Судьи: Бо Халкидис Дэн О’Рурк Линейные судьи: Томми Хьюз Райан Гиббонс |
|                                                                                    |                   |                                               |           | Судьи: Бо Халкидис Дэн О’Рурк Линейные судьи: Томми Хьюз Райан Гиббонс |
|                                                                                    |                   |                                               |           | Судьи: Бо Халкидис Дэн О’Рурк Линейные судьи: Томми Хьюз Райан Гиббонс |
|                                                                                    |                   |                                               |           | Судьи: Бо Халкидис Дэн О’Рурк Линейные судьи: Томми Хьюз Райан Гиббонс |
| 10 мин                                                                             | Штраф             | 6 мин                                         |           | Судьи: Бо Халкидис Дэн О’Рурк Линейные судьи: Томми Хьюз Райан Гиббонс |
|                                                                                    |                   |                                               |           |                                                                        |
|                                                                                    | 34                | Броски                                        | 23        |                                                                        |

##### Турнирное положение
| М | Команда                 | И  | В  | ВО | ВОО | П  | ПО | ШЗ  | ШП  | РШ | %    | Очки |
| - | ----------------------- | -- | -- | -- | --- | -- | -- | --- | --- | -- | ---- | ---- |
| 1 | y — Каролина Харрикейнз | 82 | 52 | 39 | 48  | 21 | 9  | 266 | 213 | 53 | .689 | 113  |
| 2 | Нью-Джерси Девилз       | 82 | 52 | 39 | 50  | 22 | 8  | 291 | 226 | 65 | .683 | 112  |
| 3 | Нью-Йорк Рейнджерс      | 82 | 47 | 37 | 43  | 22 | 13 | 277 | 219 | 58 | .652 | 107  |

| М | Команда            | И  | В  | ВО | ВОО | П  | ПО | ШЗ  | ШП  | РШ  | %    | Очки |
| - | ------------------ | -- | -- | -- | --- | -- | -- | --- | --- | --- | ---- | ---- |
| 1 | p — Бостон Брюинз  | 82 | 65 | 54 | 61  | 12 | 5  | 305 | 177 | 128 | .823 | 135  |
| 2 | Торонто Мейпл Лифс | 82 | 50 | 42 | 49  | 21 | 11 | 279 | 222 | 57  | .677 | 111  |
| 3 | Тампа-Бэй Лайтнинг | 82 | 46 | 38 | 43  | 30 | 6  | 283 | 254 | 29  | .598 | 98   |

| М  | Команда              | Див | И  | В  | ВО | ВОО | П  | ПО | ШЗ  | ШП  | РШ   | %    | Очки |
| -- | -------------------- | --- | -- | -- | -- | --- | -- | -- | --- | --- | ---- | ---- | ---- |
| 1  | Нью-Йорк Айлендерс   | С   | 82 | 42 | 36 | 41  | 31 | 9  | 243 | 222 | 21   | .567 | 93   |
| 2  | Флорида Пантерз      | А   | 82 | 42 | 36 | 40  | 32 | 8  | 290 | 273 | 17   | .561 | 92   |
|    |                      |     |    |    |    |     |    |    |     |     |      |      |      |
| 3  | Питтсбург Пингвинз   | С   | 82 | 40 | 31 | 39  | 31 | 11 | 262 | 264 | -2   | .555 | 91   |
| 4  | Баффало Сейбрз       | А   | 82 | 42 | 30 | 39  | 33 | 7  | 296 | 300 | -4   | .555 | 91   |
| 5  | Оттава Сенаторз      | А   | 82 | 39 | 31 | 37  | 35 | 8  | 261 | 271 | -10  | .524 | 86   |
| 6  | Детройт Ред Уингз    | А   | 82 | 35 | 28 | 32  | 37 | 10 | 240 | 279 | -39  | .488 | 80   |
| 7  | Вашингтон Кэпиталз   | С   | 82 | 35 | 27 | 33  | 37 | 10 | 255 | 265 | -10  | .488 | 80   |
| 8  | Филадельфия Флайерз  | С   | 82 | 31 | 26 | 29  | 38 | 13 | 222 | 277 | -55  | .457 | 75   |
| 9  | Монреаль Канадиенс   | А   | 82 | 31 | 21 | 26  | 45 | 6  | 232 | 307 | -75  | .415 | 68   |
| 10 | Коламбус Блю Джекетс | С   | 82 | 25 | 15 | 24  | 48 | 9  | 214 | 330 | -116 | .360 | 59   |

| М | Команда              | И  | В  | ВО | ВОО | П  | ПО | ШЗ  | ШП  | РШ | %    | Очки |
| - | -------------------- | -- | -- | -- | --- | -- | -- | --- | --- | -- | ---- | ---- |
| 1 | y — Колорадо Эвеланш | 82 | 51 | 36 | 45  | 24 | 7  | 280 | 226 | 54 | .665 | 109  |
| 2 | Даллас Старз         | 82 | 47 | 39 | 43  | 21 | 14 | 285 | 218 | 67 | .659 | 108  |
| 3 | Миннесота Уайлд      | 82 | 46 | 34 | 39  | 25 | 11 | 246 | 225 | 21 | .628 | 103  |

| М | Команда                | И  | В  | ВО | ВОО | П  | ПО | ШЗ  | ШП  | РШ | %    | Очки |
| - | ---------------------- | -- | -- | -- | --- | -- | -- | --- | --- | -- | ---- | ---- |
| 1 | z — Вегас Голден Найтс | 82 | 51 | 38 | 46  | 22 | 9  | 272 | 229 | 43 | .677 | 111  |
| 2 | Эдмонтон Ойлерз        | 82 | 50 | 45 | 50  | 23 | 9  | 325 | 260 | 65 | .665 | 109  |
| 3 | Лос-Анджелес Кингз     | 82 | 47 | 37 | 41  | 25 | 10 | 280 | 257 | 23 | .634 | 104  |

| М  | Команда           | Див | И  | В  | ВО | ВОО | П  | ПО | ШЗ  | ШП  | РШ   | %    | Очки |
| -- | ----------------- | --- | -- | -- | -- | --- | -- | -- | --- | --- | ---- | ---- | ---- |
| 1  | Сиэтл Кракен      | Т   | 82 | 46 | 37 | 46  | 28 | 8  | 289 | 256 | 33   | .610 | 100  |
| 2  | Виннипег Джетс    | Ц   | 82 | 46 | 36 | 45  | 33 | 3  | 247 | 225 | 22   | .579 | 95   |
|    |                   |     |    |    |    |     |    |    |     |     |      |      |      |
| 3  | Калгари Флэймз    | Т   | 82 | 38 | 31 | 36  | 27 | 17 | 260 | 252 | 8    | .567 | 93   |
| 4  | Нэшвилл Предаторз | Ц   | 82 | 42 | 29 | 36  | 32 | 8  | 229 | 238 | -9   | .561 | 92   |
| 5  | Ванкувер Кэнакс   | Т   | 82 | 38 | 24 | 32  | 37 | 7  | 276 | 298 | -22  | .506 | 83   |
| 6  | Сент-Луис Блюз    | Ц   | 82 | 37 | 27 | 34  | 38 | 7  | 263 | 301 | -38  | .494 | 81   |
| 7  | Аризона Койотис   | Ц   | 82 | 28 | 20 | 25  | 40 | 14 | 228 | 299 | -71  | .427 | 70   |
| 8  | Сан-Хосе Шаркс    | Т   | 82 | 22 | 16 | 21  | 44 | 16 | 234 | 321 | -87  | .366 | 60   |
| 9  | Чикаго Блэкхокс   | Ц   | 82 | 26 | 18 | 24  | 49 | 7  | 204 | 301 | -97  | .360 | 59   |
| 10 | Анахайм Дакс      | Т   | 82 | 23 | 13 | 20  | 47 | 12 | 209 | 338 | -129 | .354 | 58   |

### Плей-офф
| Стадия            | Соперник | Соперник          | Общий счёт | Результаты игр                             |
| ----------------- | -------- | ----------------- | ---------- | ------------------------------------------ |
| 1-й раунд         | УК2      | «Виннипег Джетс»  | 4 − 1      | 1:5, 5:2, 5:4 (2ОТ), 4:2, 4:1              |
| 2-й раунд         | Т2       | «Эдмонтон Ойлерз» | 4 − 2      | 6:4, 1:5, 5:1, 1:4, 4:3, 5:2               |
| финал конференции | Ц2       | «Даллас Старз»    | 4 − 2      | 4:3 (ОТ), 3:2(ОТ), 4:0, 2:3 (ОТ), 2:4, 6:0 |

| Стадия            | Соперник | Соперник              | Общий счёт | Результаты игр                              |
| ----------------- | -------- | --------------------- | ---------- | ------------------------------------------- |
| 1-й раунд         | А1       | «Бостон Брюинз»       | 4 − 3      | 1:3, 6:3, 2:4, 2:6, 4:3 (ОТ), 7:5, 4:3 (ОТ) |
| 2-й раунд         | А2       | «Торонто Мейпл Лифс»  | 4 − 1      | 4:2, 3:2, 3:2 (ОТ), 1:2, 3:2 (ОТ)           |
| финал конференции | С1       | «Каролина Харрикейнз» | 4 − 0      | 3:2 (4ОТ), 2:1 (ОТ), 1:0, 4:3               |

## Арены
| Парадайс            | Ти-Мобайл Арена FLA Live-аренаАрены финала Кубка Стэнли 2023 | Санрайз             |
| Ти-Мобайл Арена     | Ти-Мобайл Арена FLA Live-аренаАрены финала Кубка Стэнли 2023 | FLA Live-арена      |
| Вместимость: 17 367 | Ти-Мобайл Арена FLA Live-аренаАрены финала Кубка Стэнли 2023 | Вместимость: 19 250 |
|                     | Ти-Мобайл Арена FLA Live-аренаАрены финала Кубка Стэнли 2023 |                     |

Домашний стадион «Вегаса» «Ти-Мобайл Арена» принимал матчи финала Кубка Стэнли 2018. Официальная вместимость арены на хоккейных матчах составляет 17 367 зрителей.
«FLA Live-арена» является домашней площадкой «Флориды» и никогда ранее не принимала матчи финальной серии. В своём первом финале в 1996 году «Флорида Пантерз» выступала на «Майами-арене», которая была закрыта и снесена в 2008 году. На хоккейных матчах «FLA Live-арена» может вмещать 19 250 зрителей.

## Ход серии
Североамериканское восточное время (UTC-4).

### Матч №1
| 3 июня 20:00 | Вегас Голден Найтс | 5 : 2 (1:1, 1:1, 3:0) | Флорида Пантерз | Ти-Мобайл Арена Зрителей: 18 432 |

| Отчёт | Отчёт                                   | Отчёт                                                         | Отчёт             | Отчёт                                                                   |
| --- | --------------------------------------- | ------------------------------------------------------------- | ----------------- | ----------------------------------------------------------------------- |
| |                                         |                                                               |                   |                                                                         |
| | Эдин Хилл                               | Вратари                                                       | Сергей Бобровский | Судьи: Уэс Макколи Дэн О’Рурк Линейные судьи: Джонни Мюррей Скотт Черри |
| | Голы:                                   |                                                               |                   | Судьи: Уэс Макколи Дэн О’Рурк Линейные судьи: Джонни Мюррей Скотт Черри |
| Жонатан Маршессо (бол.) — 17:18 (Ч. Стивенсон, Ш. Теодор) Ши Теодор — 30:54 (Б. Макнэбб, Б. Хауден) Зак Уайтклауд — 46:59 (И. Барбашёв, Дж. Айкел) Марк Стоун — 53:41 Райлли Смит (бол.) (п.в.) — 58:15 (Дж. Айкел) | 0 : 1 : 1 2 : 1 2 : 2 3 : 2 4 : 2 5 : 2 | 09:40 — Эрик Стаал (мен.) (А. Лунделль) 39:49 — Энтони Дюклер |                   | Судьи: Уэс Макколи Дэн О’Рурк Линейные судьи: Джонни Мюррей Скотт Черри |
| |                                         |                                                               |                   | Судьи: Уэс Макколи Дэн О’Рурк Линейные судьи: Джонни Мюррей Скотт Черри |
| |                                         |                                                               |                   | Судьи: Уэс Макколи Дэн О’Рурк Линейные судьи: Джонни Мюррей Скотт Черри |
| |                                         |                                                               |                   | Судьи: Уэс Макколи Дэн О’Рурк Линейные судьи: Джонни Мюррей Скотт Черри |
| 18 мин | Штраф                                   | 46 мин                                                        |                   | Судьи: Уэс Макколи Дэн О’Рурк Линейные судьи: Джонни Мюррей Скотт Черри |
| |                                         |                                                               |                   |                                                                         |
| | 34                                      | Броски                                                        | 35                |                                                                         |

Счёт в матче был открыт в середине первого периода, когда нападающий «Пантерз» Эрик Стаал забросил шайбу в меньшинстве. Хозяева сравняли счёт в концовке периода реализовав большинство. В середине второго периода защитник «Вегаса» Ши Теодор вывел свою команду вперёд, однако за 10 секунд до перерыва Энтони Дюклер сделал счёт равным. В начале третьего периода Зак Уайтклауд снова вывел хозяев вперёд, а на 54-й минуте матча капитан «Голден Найтс» Марк Стоун упрочил лидерство. В концовке встречи Райлли Смит поразил пустые ворота, установив окончательный счёт 5:2 и принёс победу «Вегасу» в первом матче финальной серии.

### Матч №2
| 5 июня 20:00 | Вегас Голден Найтс | 7 : 2 (2:0, 2:0, 3:2) | Флорида Пантерз | Ти-Мобайл Арена Зрителей: 18 561 |

| Отчёт | Отчёт                                                 | Отчёт                                                                             | Отчёт                                                     | Отчёт                                                                  |
| --- | ----------------------------------------------------- | --------------------------------------------------------------------------------- | --------------------------------------------------------- | ---------------------------------------------------------------------- |
| |                                                       |                                                                                   |                                                           |                                                                        |
| | Эдин Хилл                                             | Вратари                                                                           | 00:00-27:10 — Сергей Бобровский 27:10-60:00 — Алекс Лайон | Судьи: Стив Козари Крис Руни Линейные судьи: Кил Марчисон Брэд Ковачик |
| | Голы:                                                 |                                                                                   |                                                           | Судьи: Стив Козари Крис Руни Линейные судьи: Кил Марчисон Брэд Ковачик |
| Жонатан Маршессо (бол.) — 07:05 (Ч. Стивенсон, Дж. Айкел) Алек Мартинес — 17:59 (И. Барбашёв, Ж. Маршессо) Николя Руа — 22:59 (У. Каррье, З. Уайтклауд) Бретт Хауден — 27:10 (М. Стоун, Ч. Стивенсон) Жонатан Маршессо — 42:10 (Дж. Айкел) Майкл Амадио — 50:33 (В. Карлссон) Бретт Хауден (бол.) — 57:52 (М. Амадио, У. Каррье) | 1 : 0 2 : 0 3 : 0 4 : 0 4 : 1 5 : 1 6 : 1 6 : 2 7 : 2 | 40:14 — Антон Лунделль (Э. Дюклер) 52:44 — Мэттью Ткачук (С. Беннетт, Дж. Махура) |                                                           | Судьи: Стив Козари Крис Руни Линейные судьи: Кил Марчисон Брэд Ковачик |
| |                                                       |                                                                                   |                                                           | Судьи: Стив Козари Крис Руни Линейные судьи: Кил Марчисон Брэд Ковачик |
| |                                                       |                                                                                   |                                                           | Судьи: Стив Козари Крис Руни Линейные судьи: Кил Марчисон Брэд Ковачик |
| |                                                       |                                                                                   |                                                           | Судьи: Стив Козари Крис Руни Линейные судьи: Кил Марчисон Брэд Ковачик |
| 64 мин | Штраф                                                 | 84 мин                                                                            |                                                           | Судьи: Стив Козари Крис Руни Линейные судьи: Кил Марчисон Брэд Ковачик |
| |                                                       |                                                                                   |                                                           |                                                                        |
| | 28                                                    | Броски                                                                            | 31                                                        |                                                                        |

На второй матч серии тренерский штаб «Флориды» заявил защитника Кейси Фицджеральда вместо нападающего Зака Далпи. В первом периоде хоккеисты «Вегаса» забросили две безответные шайбы, а во втором ещё две, после чего вратарь «Пантерз» Сергей Бобровский был заменён на Алекса Лайона. Третий период «Голден Найтс» выиграли со счётом 3:2 и одержали победу в матче 7:2, благодаря чему упрочили своё лидерство в серии.

### Матч №3
| 8 июня 20:00 | Флорида Пантерз | 3 : 2 (ОТ) (1:1, 0:1, 1:0, 1:0) | Вегас Голден Найтс | FLA Live-арена Зрителей: 19 735 |

| Отчёт | Отчёт                     | Отчёт | Отчёт     | Отчёт                                                                       |
| --- | ------------------------- | --- | --------- | --------------------------------------------------------------------------- |
| |                           | |           |                                                                             |
| | Сергей Бобровский         | Вратари                                                                                                  | Эдин Хилл | Судьи: Дэн О’Рурк Келли Сазерленд Линейные судьи: Джонни Мюррей Стив Бартон |
| | Голы:                     | |           | Судьи: Дэн О’Рурк Келли Сазерленд Линейные судьи: Джонни Мюррей Стив Бартон |
| Брэндон Монтур — 04:08 (М. Ткачук, Э. Стаал) Мэттью Ткачук — 57:47 (К. Верхеги, А. Экблад) Картер Верхеги — 64:27 (С. Беннетт, Г. Форслинг) | 1 : 0 1 : 1 : 2 : 2 3 : 2 | 16:03 — Марк Стоун (бол.) (Ж. Маршессо, Ш. Теодор) 34:59 — Жонатан Маршессо (бол.) (Дж. Айкел, М. Стоун) |           | Судьи: Дэн О’Рурк Келли Сазерленд Линейные судьи: Джонни Мюррей Стив Бартон |
| |                           | |           | Судьи: Дэн О’Рурк Келли Сазерленд Линейные судьи: Джонни Мюррей Стив Бартон |
| |                           | |           | Судьи: Дэн О’Рурк Келли Сазерленд Линейные судьи: Джонни Мюррей Стив Бартон |
| |                           | |           | Судьи: Дэн О’Рурк Келли Сазерленд Линейные судьи: Джонни Мюррей Стив Бартон |
| 16 мин | Штраф                     | 14 мин                                                                                                   |           | Судьи: Дэн О’Рурк Келли Сазерленд Линейные судьи: Джонни Мюррей Стив Бартон |
| |                           | |           |                                                                             |
| | 23                        | Броски                                                                                                   | 27        |                                                                             |

Перед матчем в состав «Флориды» вернулся нападающий Зак Далпи вместо защитника Кейси Фицджеральда. Счёт в матче был открыт на 5-й минуте 1-го периода защитником «пантер» Брэндоном Монтуром, однако капитан гостей Марк Стоун сравнял счёт в конце периода, реализовав большинство. За 5 минут до конца 2-го периода нападающий «Вегаса» Жонатан Маршессо, забросив шайбу в большинстве, вывел свою команду вперёд. В концовке 3-го периода «Флорида» заменила вратаря на шестого полевого игрока и организовала атаку на ворота соперника, в которой Мэттью Ткачук забросил шайбу и перевёл игру в овертайм. На 5-й минуте дополнительного времени нападающий Картер Верхеги забросил шайбу и принёс «Флориде Пантерз» первую в истории клуба победу в финалах Кубка Стэнли.

### Матч №4
| 10 июня 20:00 | Флорида Пантерз | 2 : 3 (0:1, 1:2, 1:0) | Вегас Голден Найтс | FLA Live-арена Зрителей: 19 986 |

| Отчёт                                                                                | Отчёт                         | Отчёт | Отчёт     | Отчёт                                                                   |
| ------------------------------------------------------------------------------------ | ----------------------------- | --- | --------- | ----------------------------------------------------------------------- |
|                                                                                      |                               | |           |                                                                         |
|                                                                                      | Сергей Бобровский             | Вратари | Эдин Хилл | Судьи: Уэс Макколи Стив Козари Линейные судьи: Скотт Черри Брэд Ковачик |
|                                                                                      | Голы:                         | |           | Судьи: Уэс Макколи Стив Козари Линейные судьи: Скотт Черри Брэд Ковачик |
| Брэндон Монтур — 36:09 (А. Барков) Александр Барков — 43:50 (Б. Монтур, А. Лунделль) | 0 : 1 0 : 2 0 : 3 1 : 3 2 : 3 | 01:39 — Чендлер Стивенсон (З. Уайтклауд, М. Стоун) 27:28 — Чендлер Стивенсон (М. Стоун, Н. Хег) 31:04 — Вильям Карлссон (Н. Хег, Ж. Маршессо) |           | Судьи: Уэс Макколи Стив Козари Линейные судьи: Скотт Черри Брэд Ковачик |
|                                                                                      |                               | |           | Судьи: Уэс Макколи Стив Козари Линейные судьи: Скотт Черри Брэд Ковачик |
|                                                                                      |                               | |           | Судьи: Уэс Макколи Стив Козари Линейные судьи: Скотт Черри Брэд Ковачик |
|                                                                                      |                               | |           | Судьи: Уэс Макколи Стив Козари Линейные судьи: Скотт Черри Брэд Ковачик |
| 28 мин                                                                               | Штраф                         | 4 мин |           | Судьи: Уэс Макколи Стив Козари Линейные судьи: Скотт Черри Брэд Ковачик |
|                                                                                      |                               | |           |                                                                         |
|                                                                                      | 31                            | Броски | 31        |                                                                         |

Счёт, уже на второй минуте матча, открыл нападающий «Вегаса» Чендлер Стивенсон. На 8-й минуте 2-го периода Стивенсон удвоил преимущество, оформив дубль, а через три с половиной минуты Вильям Карлссон делает счёт 3:0 в пользу гостей. За 4 минуты до перерыва защитник «Флориды» Брэндон Монтур отыгрывает одну шайбу. В начале 3-го периода капитан «Пантерз» Александр Барков сокращает счёт до минимального, однако за оставшееся время хозяева не смогли сравнять счёт. «Вегас Голден Найтс» выигрывает матч со счётом 3:2 и увеличивает преимущество в серии.

### Матч №5
| 13 июня 20:00 | Вегас Голден Найтс | 9 : 3 (2:0, 4:1, 3:2) | Флорида Пантерз | Ти-Мобайл Арена Зрителей: 19 058 |

| Отчёт | Отчёт                                                                   | Отчёт | Отчёт             | Отчёт                                                                     |
| --- | ----------------------------------------------------------------------- | --- | ----------------- | ------------------------------------------------------------------------- |
| |                                                                         | |                   |                                                                           |
| | Эдин Хилл                                                               | Вратари | Сергей Бобровский | Судьи: Келли Сазерленд Крис Руни Линейные судьи: Кил Марчисон Стив Бартон |
| | Голы:                                                                   | |                   | Судьи: Келли Сазерленд Крис Руни Линейные судьи: Кил Марчисон Стив Бартон |
| Марк Стоун (мен.) — 11:52 Николас Хег — 13:41 (Дж. Айкел, Ж. Маршессо) Алек Мартинес — 30:28 (Дж. Айкел, А. Пьетранжело) Райлли Смит — 32:13 (В. Карлссон, Ш. Теодор) Марк Стоун — 37:15 (Б. Хауден, Ч. Стивенсон) Майкл Амадио — 39:58 (Р. Смит) Иван Барбашёв — 48:22 (Дж. Айкел, Ш. Теодор) Марк Стоун (п.в.) — 54:06 Николя Руа — 58:58 (Ш. Теодор, Б. Макнэбб) | 1 : 0 2 : 0 2 : 1 3 : 1 4 : 1 5 : 1 6 : 1 7 : 1 7 : 2 7 : 3 8 : 3 9 : 3 | 22:15 — Аарон Экблад (Н. Казинс) 48:47 — Сэм Райнхарт (С. Беннетт, Б. Монтур) 51:39 — Сэм Беннетт (Г. Форслинг, С. Райнхарт) |                   | Судьи: Келли Сазерленд Крис Руни Линейные судьи: Кил Марчисон Стив Бартон |
| |                                                                         | |                   | Судьи: Келли Сазерленд Крис Руни Линейные судьи: Кил Марчисон Стив Бартон |
| |                                                                         | |                   | Судьи: Келли Сазерленд Крис Руни Линейные судьи: Кил Марчисон Стив Бартон |
| |                                                                         | |                   | Судьи: Келли Сазерленд Крис Руни Линейные судьи: Кил Марчисон Стив Бартон |
| 2 мин | Штраф                                                                   | 2 мин |                   | Судьи: Келли Сазерленд Крис Руни Линейные судьи: Кил Марчисон Стив Бартон |
| |                                                                         | |                   |                                                                           |
| | 32                                                                      | Броски | 35                |                                                                           |

В составе «Флориды» из-за травмы в матче не смог принять нападающий Мэттью Ткачук, которого заменил Григорий Денисенко, дебютировавший в плей-офф. Матч завершился победой «Вегаса» со счётом 9:3, в котором хет-триком отметился капитан «Голден Найтс» Марк Стоун. Обладателем «Конн Смайт Трофи» стал нападающий чемпионов Жонатан Маршессо. «Вегас Голден Найтс» завоевал свой первый Кубок Стэнли на шестом году существования клуба, что является 5-м результатом по скорости завоевания первого титула с момента дебюта в НХЛ.

## Чемпион
| Обладатель Кубка Стэнли 2023    |
| ------------------------------- |
| Вегас Голден Найтс Первый титул |

## Составы команд

### «Вегас Голден Найтс»
| №          | Игрок                 | Страна                    | Хват    | Дата рождения   | Рост (см) | Вес (кг) | Участие в финале    |
| Вратари    | Вратари               | Вратари                   | Вратари | Вратари         | Вратари   | Вратари  | Вратари             |
| ---------- | --------------------- | ------------------------- | ------- | --------------- | --------- | -------- | ------------------- |
| 32         | Джонатан Куик         | Соединённые Штаты Америки | Левый   | 21 января 1986  | 184       | 100      | третье (2012, 2014) |
| 33         | Эдин Хилл             | Канада                    | Левый   | 11 мая 1996     | 197       | 92       | первое              |
| Защитники  |                       |                           |         |                 |           |          |                     |
| 2          | Зак Уайтклауд         | Канада                    | Правый  | 28 ноября 1996  | 188       | 95       | первое              |
| 3          | Брэйден Макнэбб       | Канада                    | Левый   | 21 января 1991  | 193       | 94       | второе (2018)       |
| 7          | Алекс Пьетранжело — А | Канада                    | Правый  | 18 января 1990  | 191       | 91       | второе (2019)       |
| 14         | Николас Хег           | Канада                    | Левый   | 5 декабря 1998  | 197       | 97       | первое              |
| 23         | Алек Мартинес         | Соединённые Штаты Америки | Левый   | 26 июля 1987    | 185       | 95       | третье (2012, 2014) |
| 27         | Ши Теодор             | Канада                    | Левый   | 3 августа 1995  | 188       | 88       | второе (2018)       |
| Нападающие |                       |                           |         |                 |           |          |                     |
| 9          | Джек Айкел            | Соединённые Штаты Америки | Правый  | 28 октября 1996 | 188       | 93       | первое              |
| 10         | Николя Руа            | Канада                    | Правый  | 5 февраля 1997  | 193       | 94       | первое              |
| 19         | Райлли Смит — А       | Канада                    | Левый   | 1 апреля 1991   | 184       | 84       | второе (2018)       |
| 20         | Чендлер Стивенсон     | Канада                    | Левый   | 22 апреля 1994  | 180       | 86       | второе (2018)       |
| 21         | Бретт Хауден          | Канада                    | Левый   | 29 марта 1997   | 188       | 88       | первое              |
| 22         | Майкл Амадио          | Канада                    | Правый  | 13 мая 1996     | 185       | 93       | первое              |
| 28         | Уильям Каррье         | Канада                    | Левый   | 20 декабря 1994 | 188       | 96       | второе (2018)       |
| 49         | Иван Барбашёв         | Россия                    | Левый   | 14 декабря 1995 | 183       | 82       | второе (2019)       |
| 55         | Киган Колесар         | Канада                    | Правый  | 8 апреля 1997   | 188       | 103      | первое              |
| 61         | Марк Стоун — К        | Канада                    | Правый  | 13 мая 1992     | 188       | 100      | первое              |
| 71         | Вильям Карлссон       | Швеция                    | Левый   | 8 января 1993   | 185       | 85       | второе (2018)       |
| 81         | Жонатан Маршессо — А  | Канада                    | Правый  | 27 декабря 1990 | 173       | 83       | второе (2018)       |

### «Флорида Пантерз»
| №          | Игрок                | Страна                    | Хват    | Дата рождения    | Рост (см) | Вес (кг) | Участие в финале    |
| Вратари    | Вратари              | Вратари                   | Вратари | Вратари          | Вратари   | Вратари  | Вратари             |
| ---------- | -------------------- | ------------------------- | ------- | ---------------- | --------- | -------- | ------------------- |
| 34         | Алекс Лайон          | Соединённые Штаты Америки | Левый   | 9 декабря 1992   | 185       | 91       | первое              |
| 72         | Сергей Бобровский    | Россия                    | Левый   | 20 сентября 1988 | 188       | 83       | первое              |
| Защитники  |                      |                           |         |                  |           |          |                     |
| 4          | Кейси Фицджеральд    | Соединённые Штаты Америки | Правый  | 25 февраля 1997  | 180       | 84       | первое              |
| 5          | Аарон Экблад — А     | Канада                    | Правый  | 7 февраля 1996   | 193       | 98       | первое              |
| 7          | Радко Гудас          | Чехия                     | Правый  | 5 июня 1990      | 181       | 93       | первое              |
| 18         | Марк Стаал           | Канада                    | Левый   | 13 января 1987   | 193       | 94       | второе (2014)       |
| 28         | Джош Махура          | Канада                    | Левый   | 5 мая 1998       | 183       | 84       | первое              |
| 42         | Густав Форслинг      | Швеция                    | Левый   | 12 июня 1996     | 182       | 84       | первое              |
| 62         | Брэндон Монтур       | Канада                    | Правый  | 11 апреля 1994   | 183       | 87       | первое              |
| Нападающие |                      |                           |         |                  |           |          |                     |
| 6          | Колин Уайт           | Соединённые Штаты Америки | Правый  | 30 января 1997   | 185       | 86       | первое              |
| 9          | Сэм Беннетт          | Канада                    | Левый   | 20 июня 1996     | 185       | 91       | первое              |
| 10         | Энтони Дюклер        | Канада                    | Левый   | 26 августа 1995  | 180       | 84       | первое              |
| 12         | Эрик Стаал           | Канада                    | Левый   | 29 октября 1984  | 193       | 93       | третье (2006, 2021) |
| 13         | Сэм Райнхарт         | Канада                    | Правый  | 6 ноября 1995    | 185       | 87       | первое              |
| 14         | Григорий Денисенко   | Россия                    | Правый  | 24 июня 2000     | 180       | 84       | первое              |
| 15         | Антон Лунделль       | Финляндия                 | Левый   | 3 оетября 2001   | 185       | 84       | первое              |
| 16         | Александр Барков — К | Финляндия                 | Левый   | 2 сентября 1995  | 191       | 97       | первое              |
| 19         | Мэттью Ткачук — А    | Соединённые Штаты Америки | Левый   | 11 декабря 1997  | 188       | 92       | первое              |
| 21         | Ник Казинс           | Канада                    | Левый   | 20 июля 1993     | 180       | 84       | первое              |
| 22         | Зак Далпи            | Канада                    | Правый  | 1 ноября 1989    | 185       | 91       | первое              |
| 23         | Картер Верхеги       | Канада                    | Правый  | 14 августа 1995  | 188       | 85       | второе (2020)       |
| 94         | Райан Ломберг        | Канада                    | Левый   | 9 декабря 1994   | 175       | 89       | первое              |

## Обладатели Кубка Стэнли 2023

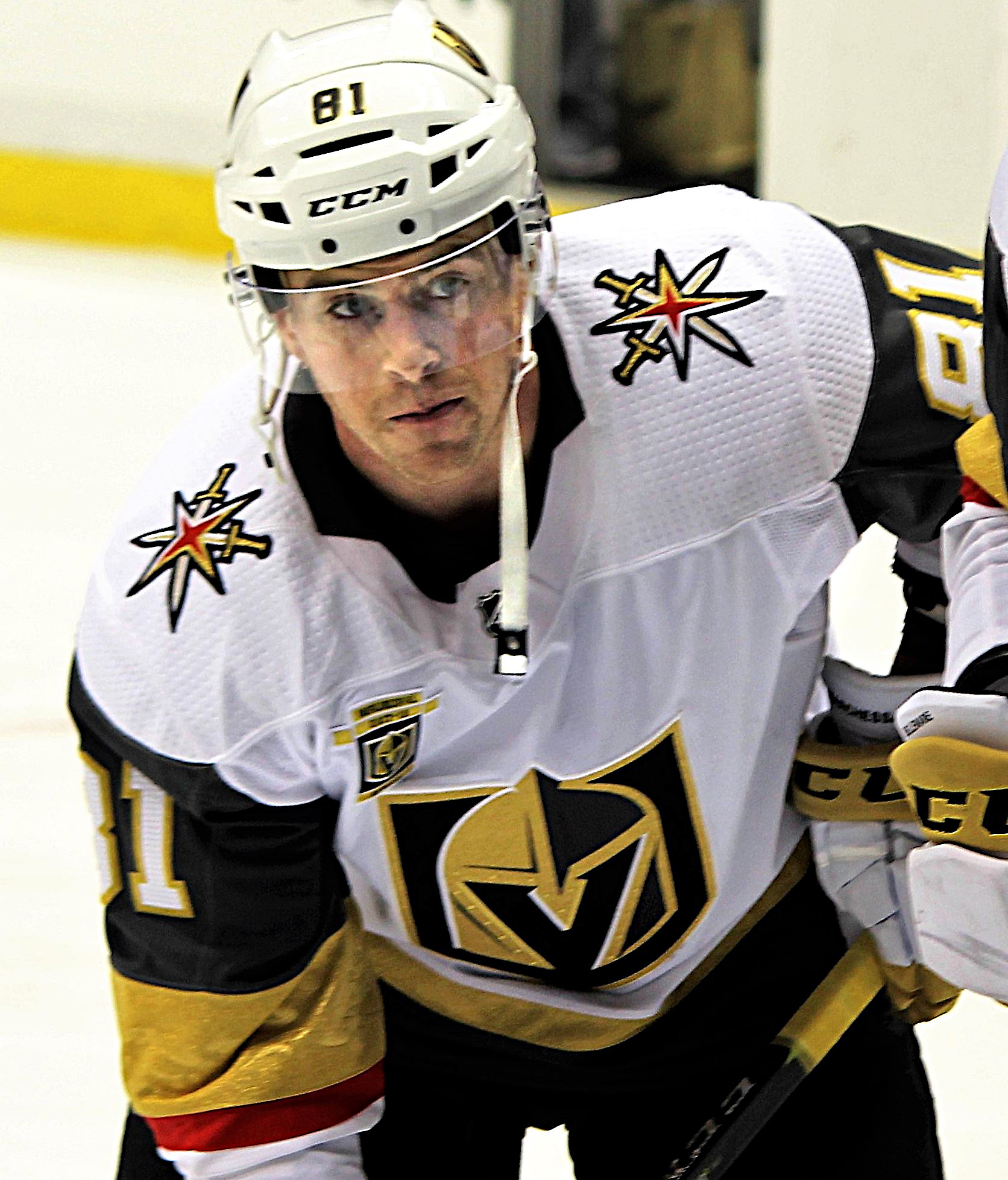
Нападающий «Вегаса» Жонатан Маршессо стал обладателем «Конн Смайт Трофи»

| Вратари: - 32 Джонатан Куик - 33 Эдин Хилл - 36 Логан Томпсон | Защитники: - 2 Зак Уайтклауд - 3 Брэйден Макнэбб - 7 Алекс Пьетранжело — А - 14 Николас Хег - 23 Алек Мартинес - 27 Ши Теодор | Крайние нападающие: - 8 Фил Кессел - 19 Райлли Смит — А - 28 Уильям Каррье - 43 Пол Коттер - 55 Киган Колесар - 61 Марк Стоун — К | Центральные нападающие: - 9 Джек Айкел - 10 Николя Руа - 20 Чендлер Стивенсон - 21 Бретт Хауден - 22 Майкл Амадио - 49 Иван Барбашёв - 53 Теодор Блугерс - 71 Вильям Карлссон - 81 Жонатан Маршессо — А | Главный тренер: - Брюс Кэссиди Ассистенты: - Джон Стивенс - Райан Крэйг - Миша Донсков Тренер вратарей: - Шон Бурк | Генеральный менеджер: - Келли Маккриммон Владелец: - Билл Фоули |

### Комментарии
1. ↑  Не участвовал в матчах №1, №3, №4, №5
2. ↑  Не участвовал в матчах №1, №2, №3, №4
3. ↑  Не участвовал в матче №5
4. ↑  Не участвовал в матче №2
5. ↑  Провёл 37 матчей в регулярном чемпионате и 18 матчей в качестве резервного голкипера
6. ↑  Провёл 82 матча в регулярном чемпионате
7. ↑  Провёл 55 матчей в регулярном чемпионате
8. ↑  Провёл 63 матча в регулярном чемпионате